# Fader Ted

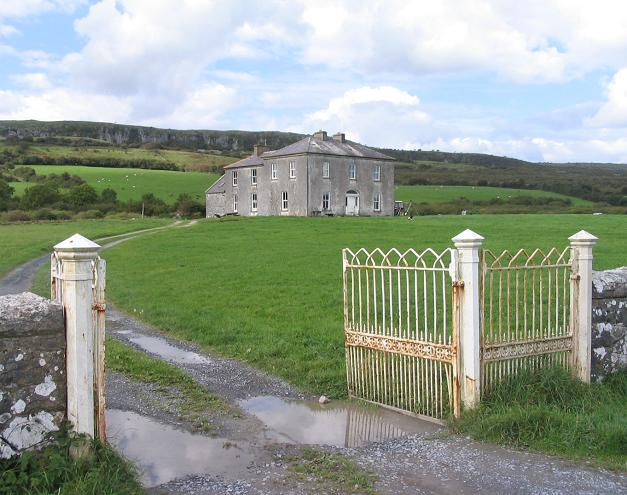
Huset som användes under inspelningarna av TV-serien.

Fader Ted (även Jösses!) är en irländsk/brittisk sitcom som sändes i tre säsonger.
Serien handlar om de tre prästerna fader Ted, fader Dougal och fader Jack, samt deras hushållerska mrs Doyle. De bor på den fiktiva Craggy Island, en gudsförgäten liten ö strax utanför Irland. 
En av seriens idéer var att de tre katolska prästerna skulle överraska genom att gå utanför den förväntade prästramen, exempelvis genom att ställa upp i den irländska melodifestivalen och efter mycket trassel med rösträkningen vinna hela tävlingen och därmed få representera Irland i Eurovision Song Contest. 
Serien fick ett gott mottagande, och vann många priser, bland annat flera BAFTA. År 2019 röstade en brittisk expertpanel fram den som den näst bästa komediserien genom tiderna efter Pang i bygget. Strax efter att den tredje säsongen var inspelad avled Dermot Morgan, som spelade Fader Ted. 
Programmen var mycket populära i Storbritannien och på Irland under 90-talet. De sändes bland annat i engelska Channel 4 och var 24 minuter långa. I svensk tv sändes seriens första två säsonger i TV4 1998 med titeln Jösses! Visningen av säsong tre och reprissändningar gjordes under titeln Fader Ted.

## I rollerna
- Fader Ted Crilly - Dermot Morgan
- Fader Dougal McGuire - Ardal O'Hanlon
- Fader Jack Hacket - Frank Kelly
- Mrs Doyle - Pauline McLynn

### Fader Ted Crilly
Ted är den mest "normala" karaktären. Han framstår inte särdeles prästlikt, och kan tas för vilken vanlig gubbe som helst. Han är inte heller särskilt kunnig om den katolska tron. Ted hamnar ofta i trubbel på grund av Dougal och Jack, men även på grund av att han ljugit eller fifflat med pengar.

### Fader Dougal McGuire
Dougal är den yngste prästen. Hur han har blivit präst är ett mysterium och ibland framstår han nästan som ett barn. Han får exempelvis inte se på barnförbjudna filmer då han tidigare när han råkat se en läskig film var tvungen att sova i Teds säng (även om han sover i samma sovrum som Ted). Dougal har en livlig fantasi som ibland hjälper och ibland stjälper trion.

### Fader Jack Hacket
Fader Jack är den äldste av prästerna, och uppenbart alkoholiserad. Han dricker det mesta och blir han irriterad kan han bli mycket våldsam. Jack har också läkarskräck och ett mycket allvarligt synfel. Får han ingen alkohol tappar han humöret och skriker svordomar. 

### Mrs. Doyle
Mrs. Doyle kokar te till trion trots att de oftast inte önskar te. Hon framstår dock som oberörd av detta och har ofta ett leende på läpparna.

## Program

### Säsong 1
- Good luck, Father Ted - 21 april 1995
- Entertaining Father Stone - 28 april 1995
- The Passion of Saint Tibulous - 5 maj 1995
- Competition Time - 12 maj 1995
- And God Created Woman - 19 maj 1995
- Grant Unto Him Eternal Rest - 26 maj 1995

### Säsong 2
- Hell - 8 mars 1996
- Think Fast, Father Ted - 15 mars 1996
- Tentacles Of Doom - 22 mars 1996
- The Old Grey Whistle Theft - 29 mars 1996
- Song For Europe - 5 april 1996
- The Plague - 12 april 1996
- Rock A Hula Ted - 19 april 1996
- Cigarettes, Alcohol and Rollerblading - 26 april 1996
- New Jack City - 3 maj 1996
- Flight Into Terror - 10 maj 1996
- A Christmassy Ted (Julspecial) - 24 december 1996

### Säsong 3
- Are you alright there, Father Ted? - 15 mars 1998
- Chirpy Burpy Cheap Sheep - 20 mars 1998
- Speed 3 - 27 mars 1998
- The Mainland - 3 april 1998
- Escape from Victory - 10 april 1998
- Kicking Bishop Brennan Up The Arse - 17 april 1998
- Night Of The Neally Dead - 24 april 1998
- Going to America - 1 maj 1998

## DVD
I Sverige släpptes serien på DVD med alla avsnitt i utgåvan Father Ted – The Definitive Collection.

## Övrigt
- I en intervju med skådespelaren Dermot Morgan innan han avled sa han "I don't want to be the next Clive Dunn and end up playing the same character for years." ("Jag vill inte bli nästa Clive Dunn och spela samma karaktär i åratal.")[4] Följt av Morgans död försökte producenterna hitta en ny skådespelare för rollen. Seriens skapare Graham Linehan och Arthur Mathews avböjde alla erbjudande.[5]
- I augusti 2012 röstade Channel 4:s tittare på serien som kom på första plats i C4's 30 Greatest Comedy Shows.[6]